# Recht (Mondkrater)
Recht ist ein Einschlagkrater auf der Mondrückseite, weshalb er von der Erde aus nicht sichtbar ist. Er liegt auf dem Rand des sehr viel größeren Kraters Ostwald. Nordöstlich von Recht liegt der Krater Meshcherskiy. Nebenkrater sind nicht vorhanden.
Der Krater wurde 1982 von der IAU nach dem US-amerikanischen Mathematiker und Astronomen Albert William Recht offiziell benannt.

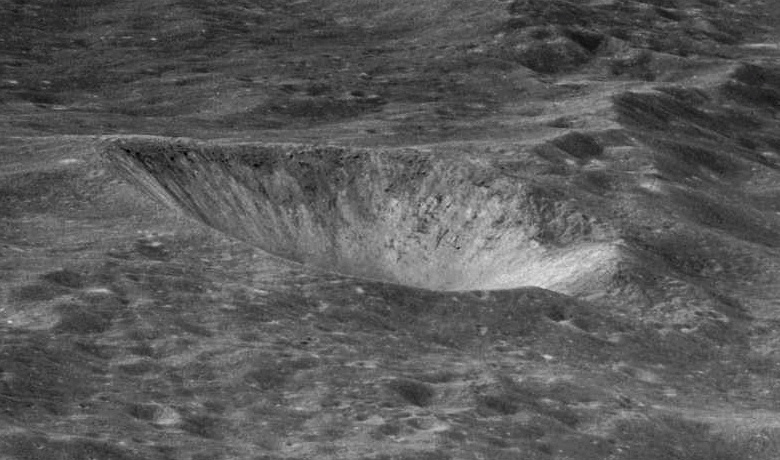
Schrägansicht von Apollo 10
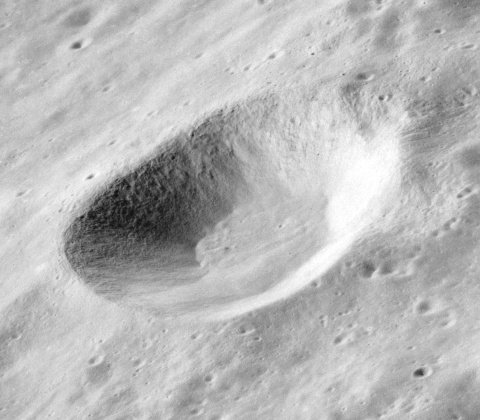
Schrägansicht von Apollo 16
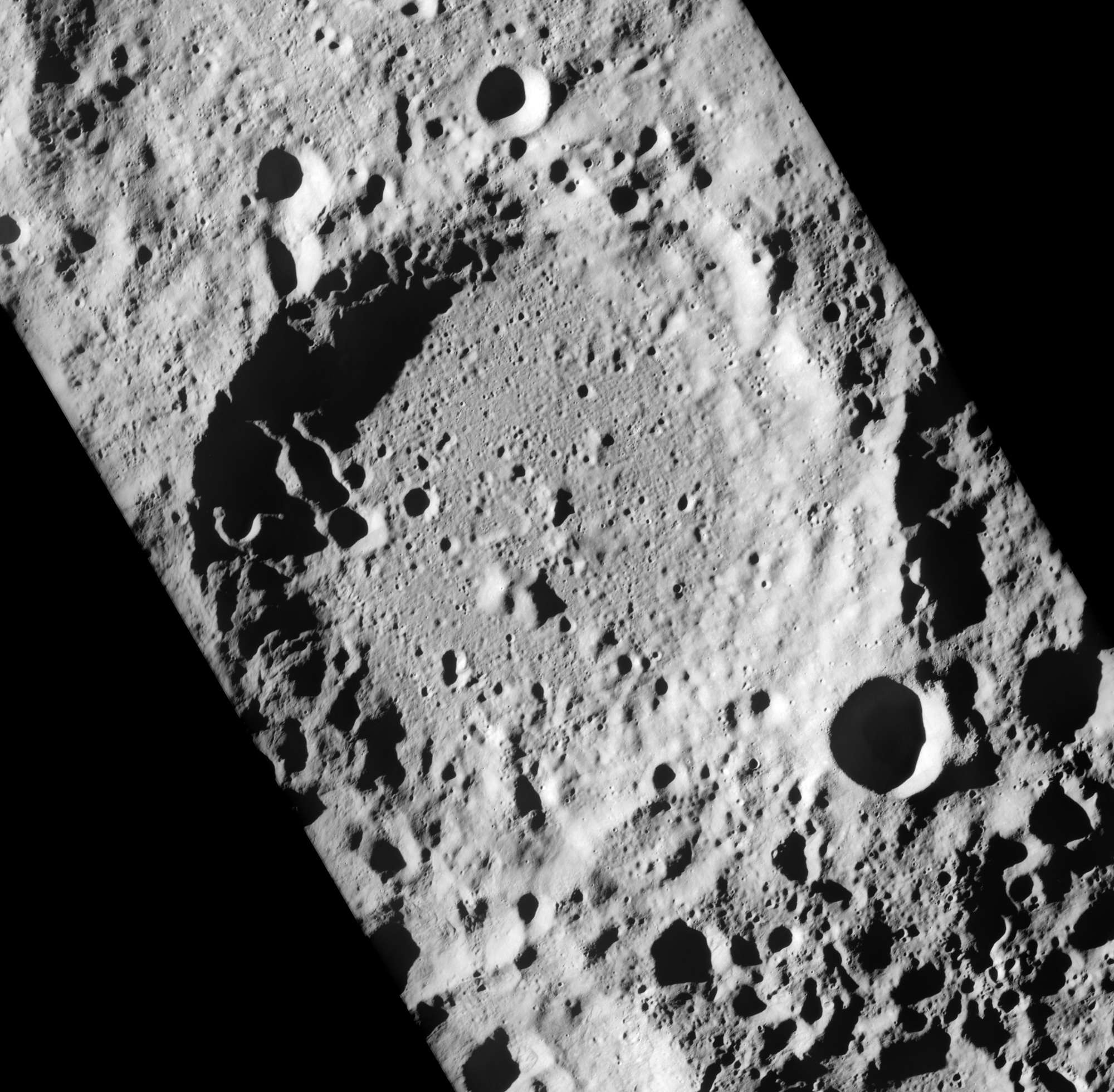
Apollo 16: Der Ostwald Krater mit Recht unten rechts auf dem Kraterrand.